# Renata Grzegorczykowa
Renata Grzegorczykowa (* 19. června 1931) je polská jazykovědkyně, polonistka a slavistka. Mezi její výzkumné zájmy patří gramatika, slovní zásoba, sémantika i pragmatika.
Je absolventkou Varšavské univerzity. V roce 1989 byla jmenována profesorem humanitních věd. Je autorkou nebo spoluautorkou více než 200 publikací z oblasti lingvistiky.

## Publikace
- Zarys słowotwórstwa polskiego (1972)
- Funkcje semantyczne i składniowe polskich przysłówków (1975)
- Słowotwórstwo współczesnego języka polskiego. Rzeczowniki sufiksalne rodzime (1979; spoluautorka)
- Wprowadzenie do semantyki językoznawczej (1990)
- Wykłady z polskiej składni (1996)
- Wstęp do językoznawstwa (2007)